# Fantasy (genre)

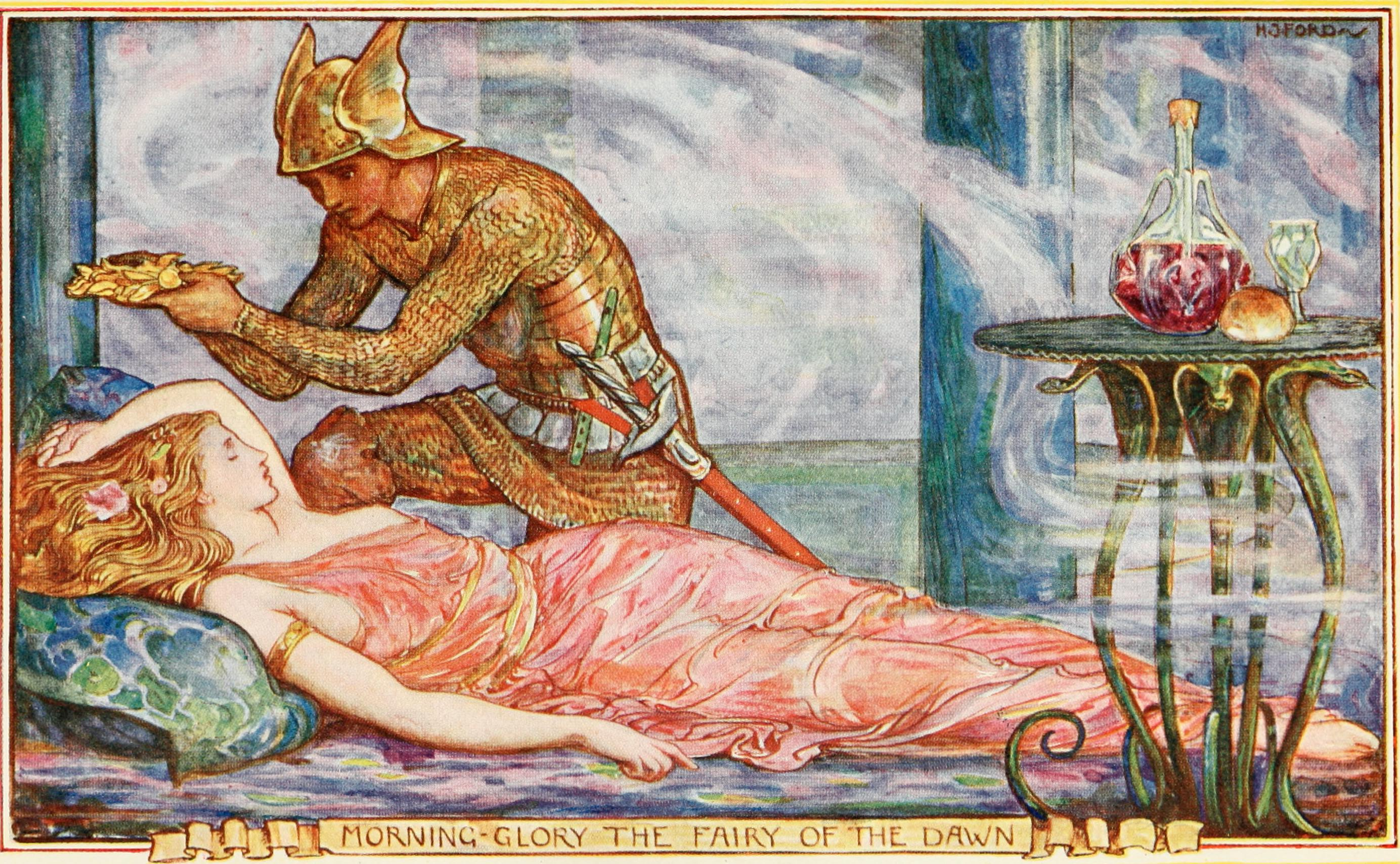
Illustratie van boekencollectie Lang's Fairy Books, 1906.

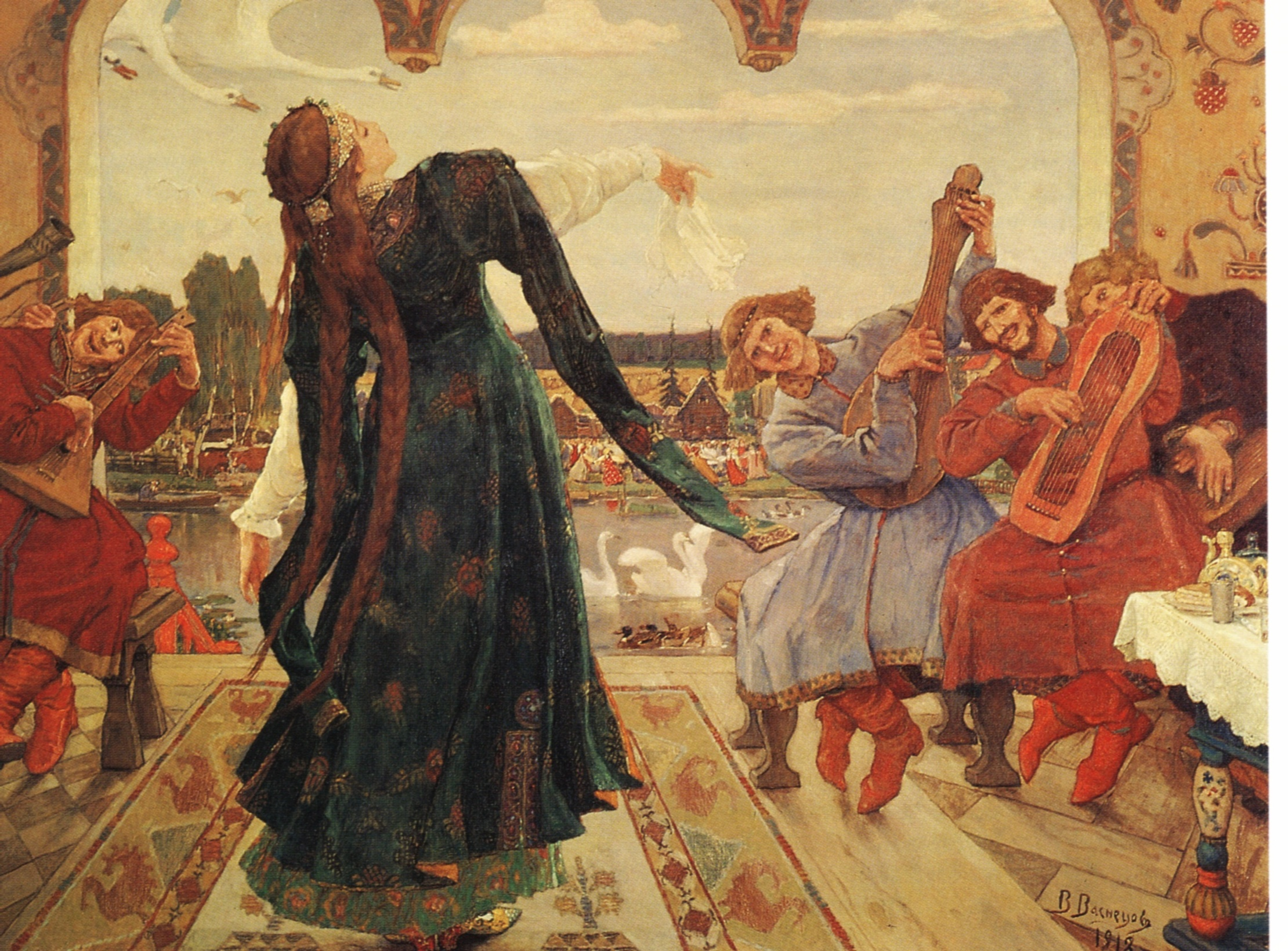
De Kikvorsprinses – Viktor Vasnetsov, een traditioneel Russisch sprookje dat het verhaal vertelt van een prinses die kan veranderen in een kikker; Gedaanteverwisseling is een gemeenschappelijk thema in fantasyverhalen.

Fantasy is een apart genre binnen diverse media-, kunst- en cultuurvormen zoals films, televisie, literatuur, computerspellen, festivals, muziek, en dergelijke. Het is een genre dat zich kenmerkt door de aanwezigheid van onwerkelijke gebeurtenissen, verzonnen wezens en imaginaire werelden. Bovendien spelen magie en andere bovennatuurlijke elementen veelal een belangrijke rol in het genre.
Toch is fantasy meestal duidelijk te onderscheiden van aanverwante genres als sciencefiction en horror, die de meeste van de bovenstaande kenmerken ook kunnen bezitten. Dit onderscheid is vooral te vinden in de toon, de stijl en de manier waarop diverse thema's behandeld worden. Daarnaast focussen sciencefiction en horror zich respectievelijk op bepaalde elementen als 'toekomst en techniek' en 'angst en mysterie', terwijl in fantasy de bovengenoemde kenmerken centraal staan. Vaak lijken fantasy-verhalen zich af te spelen in een onbestemd en mythisch verleden, waarin "bovennatuurlijke" verschijnselen of een daarmee samenhangende sfeer alledaags lijken (zoals tovenarij), terwijl het met name bij sciencefiction daarentegen veelal gaat om een setting in een al dan niet onbestemd "futuristisch" verschiet, waarin technisch vernuft een belangrijke rol speelt (zoals ruimtereizen).

## Geschiedenis van de fantasy

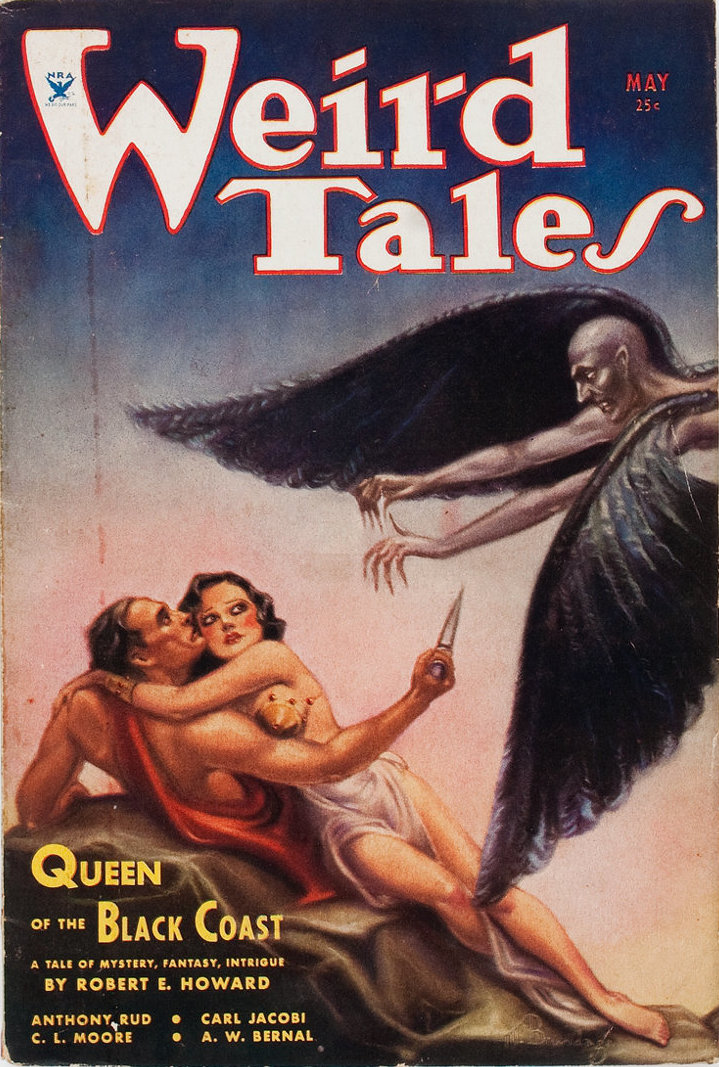
Weird Tales; Queen of the Black Coast, een van Robert E. Howards originele verhalen over Conan de Barbaar, mei 1934

Het moderne fantasygenre is ongeveer 150 jaar oud, maar het put soms wel inspiratie uit zeer oude literatuur, zoals het Gilgamesj-epos, een van de oudste documenten die bekend is. De mythische elementen en verhalen over helden die hierin voorkomen zijn eeuwenlang een inspiratie geweest voor andere mythen en sagen, die gezamenlijk een rijke bron vormen van verhaalvormen en verhaalelementen voor de moderne fantasy en haar diverse subgenres.
Verhalen over dappere helden, dodelijke monsters en vreemde werelden hebben al van voor de Odyssee van Homerus tot de legenden over Koning Arthur, van de middeleeuwse romantische verhalen tot de Goddelijke Komedie van Dante Alighieri, van Don Quichot tot Frankenstein van Mary Shelley het publiek geboeid.
De geschiedenis van de moderne fantasy begint met George MacDonald, een Schots schrijver van romans als The Princess and the Goblin en Phantastes (1858). De laatste wordt vaak beschouwd als de eerste fantasyroman die voor volwassenen geschreven is, en MacDonald werd door J.R.R. Tolkien en C.S. Lewis als een van de grote inspiratiebronnen erkend. Een andere belangrijke fantasyauteur uit de eerste jaren van de moderne fantasyliteratuur was William Morris, een populaire Engelse dichter, die The Well at the World's End (1892) schreef. Maar ondanks de invloedrijke MacDonald en de populaire Morris duurde het nog enige tijd voordat een groter publiek de fantasyfictie omarmde.
In de vroege twintigste eeuw werd het genre dankzij de romans en verhalen van Edward Plunkett (ofwel Lord Dunsany) populairder. Bovendien trokken drie variaties van de vroege moderne fantasy de aandacht. Ten eerste het 'Verloren Wereld' (Lost World) subgenre, dat handelde over oude (semi-) fictieve beschavingen, zoals beschreven in King Solomon's Mines (1885) van H. Rider Haggard, The Lost World (1912) van Arthur Conan Doyle en de razend populaire film King Kong (1933). Daarnaast werd de moderne fantasy populair binnen de jeugd en jongeren literatuur, dankzij boeken als Alice's Adventures in Wonderland (1856) van Lewis Carroll, De tovenaar van Oz (1900) van L. Frank Baum, en Peter Pan (1911) van J.M. Barrie. Ten derde werd fantasy een belangrijk element in steeds populairder wordende stripboeken, met name in de vorm van het 'Superheld'-subgenre (zoals Superman, Batman, Spiderman, en dergelijke).
Gedurende deze periode steeg de populariteit van de twee genres die het sterkst met fantasy verbonden waren enorm. Dankzij werken als Dracula (1897) van Bram Stoker kreeg de horror in de vroege 20e eeuw veel aandacht, en dankzij de vele werken van H.G. Wells (waaronder The War of the Worlds uit 1898) groeide de aandacht voor sciencefiction explosief. Dit resulteerde vervolgens in de komst van populaire films (zoals Alice in Wonderland uit 1933, de animatiefilm Fantasia van Walt Disney uit 1940) en tijdschriften (met name in Engeland en de Verenigde Staten), zoals 'Weird Tales' en 'The Magazine of Fantasy and Science Fiction'. Doordat deze tijdschriften vaak aandacht hadden voor meerdere genres ontstonden de subgenres 'science-fantasy' (fantasy en sciencefiction) en 'dark fantasy' (fantasy en horror).
Dankzij het enorme succes van Conan de Barbaar (1930) van Robert E. Howard leek het subgenre 'Sword & Sorcery' in het midden van de 20e eeuw fantasy te gaan vertegenwoordigen, temeer doordat het zeer geschikt bleek voor film en televisie. Toch werd het subgenre 'high fantasy' in de tweede helft van de 20e eeuw het centrale genre van fantasy, dankzij J.R.R. Tolkiens In de Ban van de Ring (1954-1955) en C.S. Lewis' De Kronieken van Narnia (1950-1956). Andere populaire en invloedrijke werken uit deze periode zijn de Gormenghast trilogie (1946-1959) van Mervyn Peake, Arthur, Koning voor eens en altijd (1958) van T.H. White (een moderne hervertelling van de verhalen van Koning Arthur) en de film The 7th Voyage of Sinbad (1958) met de dramatische, indrukwekkende en invloedrijke special-effects van Ray Harryhausen.
Vanaf het midden van de jaren zestig werd de fantasyliteratuur dankzij Tolkien een veelgelezen genre, en kreeg deze Engelse auteur vele navolgers. Ursula Le Guin begon in 1968 aan de Aardzee boeken, Roger Zelazny in 1970 aan de Amber serie, en Terry Brooks in 1977 aan de Shannara cyclus. Begin jaren 80 begonnen auteurs als David Eddings en Raymond Feist met heroïsche reeksen en schreef Marion Bradley Nevelen van Avalon, waarin de zus van koning Arthur, Morgaine, centraal staat. Fantasyavonturenfilms als Conan the Barbarian en Raiders of the Lost Ark, beiden uit 1980 vertegenwoordigen het genre op het witte doek, terwijl er vele fantasy-televisieseries met wisselend succes worden geproduceerd. Ook veel animatieseries voor kinderen behoren tot het fantasygenre.
In de jaren 90 volgt vervolgens een nieuwe explosie van populariteit. Naast nieuwe succesvolle epische boekenreeksen zoals Robert Jordans Het Rad des Tijds, de Schijfwereld-boeken van Terry Pratchett, de jeugdboeken rond het fenomeen Harry Potter van Joanne Rowling zijn andere media, kunst- en cultuurvormen, zoals televisie (Buffy the Vampire Slayer en Charmed), muziek ('Gothic metal'), en spellen (Dungeons & Dragons en Magic: The Gathering) verantwoordelijk voor deze sterk groeiende populariteit. Vlak na de eeuwwisseling volgt hierop de verfilming van In de Ban van de Ring door Peter Jackson, waardoor fantasy een belangrijk en volwaardig genre is geworden binnen vrijwel alle media.

## Fantasy in media, kunst en cultuur
Fantasy is de laatste decennia een populair genre binnen vele media, kunst- en cultuurvormen geworden. Terwijl het oorspronkelijk vrijwel geheel een literair genre was is fantasy nu alom vertegenwoordig in film, televisie, tijdschriften, festivals, games, e.d. Voor een deel loopt deze opkomst van het fantasygenre parallel aan de opkomst van deze media, kunst- en cultuurvormen. Dit is met name het geval bij games, en wordt vaak verbonden met het escapistische karakter van enerzijds fantasy en anderzijds de betreffende media, kunst- en cultuurvormen.
Een aantal bekende fantasykunstenaars en illustratoren zijn:
- Luis Royo
- Michael Parkes
- Richard Dadd
- Jos Weijmer

## Fantasyliteratuur
Fantasyliteratuur is van begin af aan de belangrijkste uitingsvorm van de fantasy. Pas de laatste jaren zijn er media, kunst- en cultuurvormen die de impact op het genre evenaren, zoals games. Hoewel J.R.R. Tolkien zeker niet de eerste fantasyauteur is (het genre bestond immers al een eeuw toen In de Ban van de Ring verscheen), heeft zijn interpretatie van fantasyfictie de grootste invloed op het genre gehad.
Een aantal van de belangrijkste auteurs van de moderne fantasyliteratuur na Tolkien zijn:
- Marion Zimmer Bradley
- Terry Brooks
- Suzanne Collins
- Stephen R. Donaldson
- David Eddings
- Eric Rucker Eddison
- Raymond Feist
- Cornelia Funke
- Neil Gaiman
- David Gemmell
- Terry Goodkind
- Ursula Le Guin
- B.R. Bruss
- Markus Heitz
- Robin Hobb
- Robert Jordan
- C.S. Lewis
- George R.R. Martin
- W.J. Maryson
- Christopher Paolini
- Michelle Paver
- Mervyn Peake
- Terry Pratchett
- Philip Pullman
- Joanne Rowling
- Brandon Sanderson
- Peter Schaap
- Michael Scott
- Jack Vance
- Margaret Weis
- Tad Williams
- Roger Zelazny

## Fantasy in muziek
Ook in muziek is de Fantasy vertegenwoordigd. Het gaat vaak over het klassieke verhaal van de held die de edele jonkvrouwe redt uit de klauwen van een boosaardige levensvorm, zoals een draak of zwarte ridder. Maar ook onderwerpen die gewoon volledig gefantaseerd zijn, komen voor. Enkele bands wijden zelfs hele cd's aan één verhaal.
Bands, zangers en zangeressen die fantasymuziek spelen:
- Ayreon
- Rhapsody of Fire
- Nightwish
- Enya
- Blind Guardian
- Summoning
- Tarja Turunen
- DragonForce
- HammerFall

## Fantasystripverhalen
Fantasystripverhalen en -stripreeksen zijn volop vertegenwoordigd in de totale oplage stripverhalen, omdat stripverhalen in het algemeen weinig schroom hebben bij het gebruik van allerlei fantastische elementen. Een reeks als Robbedoes en Kwabbernoot, die meestal als een avonturenstrip wordt beschouwd, bevat regelmatig fantastische- en sciencefictionelementen. Er zijn ook pure fantasystripverhalen. Andreas Martens is een bekende fantasystriptekenaar en stripscenarist. Enkele van zijn werken zijn Arq, Capricornus, Rork,
en niet te vergeten de alom bekende: De Rode Ridder, en Prins Valiant. Verder zijn er ook "verstripte" fantasy-verhalen. Een voorbeeld hiervan is onder meer de graphic novel-variant van Raymond Feists Magiër. Ook in Manga (strip) kom je het fantasy-genre vaak tegen.
Andere strips met veel fantasy-elementen zijn Servitude, Aymone, Kaamelott, Aria en Yoko Tsuno.
Het toonaangevende fantasy stripduo is momenteel Rosinski en Jean Van Hamme. Hun strip De Chninkel van wordt over het algemeen als beste fantasy strip verkozen en hun lopende reeks Thorgal is bijzonder populair bij fantasy liefhebbers.

## Fantasyfilms
Fantasyfilms vormen een volgende uitingsvorm van de fantasy die al vroeg een kenmerkende rol in het genre speelt. Hoewel er vanaf het eerste begin van het filmgenre films werden gemaakt met fantasyelementen, trok het genre pas een eeuw later dankzij de verfilming van 'In de Ban van de Ring' massale belangstelling, waardoor de fantasy een echt belangrijk filmgenre werd.
Een aantal van de belangrijkste fantasyfilms zijn:
- Twilight-films (2008-2012)
- Harry Potter-films (2001-2011)
- The Lord of the Rings-trilogie (2001-2003)
- Pirates of the Caribbean-serie (2003-2017)
- The Hobbit-trilogie (2012-2014)
- The 7th Voyage of Sinbad (1958)
- Superman (1978)
- Conan the Barbarian (1982)
- The Dark Crystal (1982)
- The NeverEnding Story (1984)
- Highlander (1986)
- Labyrinth (1986)
- The Witches of Eastwick (1987)
- Dragonheart (1996)
- Spirited Away (2001)
- Ring of the Nibelungs (2004)
- Eragon (2006)
- El laberinto del fauno (2006)
- The Golden Compass (2007)
- Stardust (2007)

## Fantasy-televisieseries
Fantasy-televisieseries is een subgenre van televisieseries. Het genre is een van de oudste tv-genres, maar was in eerste instantie gericht op kinderen en jongeren. Gedurende de laatste decennia van de twintigste eeuw kreeg dit tv-genre een groter publiek, dankzij series als Charmed.
Een aantal van de belangrijkste fantasyseries zijn:
- Angel
- Avatar: De Legende van Aang
- Avatar: De Legende van Korra
- Bewitched
- Buffy the Vampire Slayer
- Charmed
- Camelot
- Dinotopia (miniserie)
- Dinotopia (televisieserie)
- Verhekst!
- Fantasy Island
- Game of Thrones
- Ghost Whisperer
- H2O: Just Add Water
- Hercules: The Legendary Journeys
- Heroes
- Joan of Arcadia
- Lost
- Merlin
- Sabrina, the Teenage Witch
- Sheena
- Supernatural
- The Addams Family
- The 7 Adventures of Sinbad
- Winx Club
- Witchblade
- The Witcher
- Xena: Warrior Princess

## Fantasyanimaties
Fantasyanimaties in zowel film als tv waren in beide media vanaf het begin van de genres aanwezig. Een voorbeeld van een vroege animatiefilm is Fantasia van Walt Disney. Dankzij de snelle groei van het aantal televisies en de belangstelling van de jeugd ervoor groeide in de jaren 1970 en 1980 het aantal animatieseries fors. En fantasyelementen werden hierin niet geschuwd. Dit gebeurde ook toen aan het eind van de twintigste eeuw dankzij de computer nieuwe soorten animaties mogelijk werden. De fantasievolle film Shrek is hiervan het beste voorbeeld.

## Fantasytijdschriften en -websites
Fantasytijdschriften ontstonden al in het begin van de twintigste eeuw, met name in Engeland en de Verenigde Staten. Toch bleek vooral sciencefiction het genre waarover vele tijdschriften verschenen, al werd het fantasygenre in veel sciencefictiontijdschriften wel behandeld. Het eerste echte fantasytijdschrift was Weird Tales. In Nederland zijn de sciencefictiontijdschriften Holland-SF, Wonderwaan, SF Terra, het genreoverstijgende tijdschrift De Tijdlijn en het fantasytijdschrift Elf Fantasy het vermelden waard. Sinds december 2004 werd hier Pure Fantasy, een magazine met korte fantastische verhalen (fantasy, SF en horror/suspense) aan toegevoegd.
Momenteel zijn in Nederland de volgende Fantasy-media nog actief:
- FantasyWereld.nl
- Fantasize.nl (2015)
- Horror.nl
- Modern Myths (2019)
- PotterDome (2003)
- SF Terra (1971)

## Fantasyspellen
Het fantasygenre bleek uitermate geschikt voor spellen, en stond dankzij de snelle opkomst van computerspellen aan het eind van de 20e eeuw opnieuw in de belangstelling. Zowel in gezelschapsspellen als videospellen is er een ruim aanbod ontwikkeld. Spellen waarbij fantasy centraal staat worden 'fantasyspellen' genoemd en kunnen opgedeeld worden in vier à vijf soorten: kaartspellen, bordspellen, wargames, rollenspellen en computerspellen. 

Kaartspellen: Een eerste soort fantasiespel zijn de 'Cardgames'. Hierbij heeft stelt elke speler een kaartenreeks samen en speelt voor een strategische overwinning op zijn tegenspeler(s). Cardgames hebben meestal een korte speelduur en heeft zijn succes ongetwijfeld ook te danken aan het verzamelaspect dat er rond hangt. Een bekend voorbeeld is Magic: The Gathering. 

Bordspellen: Een hele reeks bordspellen legt een grote nadruk op fantasie en/of strategie. Bekende voorbeelden zijn Heroquest, Talisman, Leviatan, Battlestar Gallactica en Weerwolven van Wakkerdam.

Wargames: Ook heel wat Wargames hebben een belangrijke fantasie component. Deze oorlogsspellen laten meer vrijheid en creativiteit aan de spelers dan een bordspel waardoor de fantasie van de deelnemers grotendeels het spelverloop bepaalt. Spelvoorbeelden zijn Warhammer en Battle Tech. 

Rollenspellen: In rollenspellen en LARP verpersoonlijken de spelers een personage in een verhaal dat zich afspeelt in een fantasiewereld. Bekende voorbeelden zijn: Dungeons & Dragons, Demnia, Shadowrun, Star Wars, Vampire: The Masquerade en Het Oog des Meesters.

Computerspellen: Computerspellen kwamen ook snel opzetten, enkele belangrijke grondleggers hierin waren Final Fantasy, Lufia en Diablo, dat nu is uitgegroeid tot spellen als EverQuest, Guild Wars, Runescape, The Elder Scrolls, World of Warcraft en Lord Of The Rings Online: Shadows of Angmar.